# Pilea lamiifolia
Pilea lamiifolia är en nässelväxtart som beskrevs av Fawcett och Rendle. Pilea lamiifolia ingår i släktet pileor, och familjen nässelväxter. Inga underarter finns listade i Catalogue of Life.